# Pointe Morin
Pour les articles homonymes, voir Pointe Kurz.
La pointe Morin est un sommet du massif du Mont-Blanc situé entre le département français de la Haute-Savoie et le canton du Valais en Suisse.
Située au sud du Tour Noir et au nord de la pointe Kurz et du mont Dolent, sur une crête appelée les aiguilles Rouges du Dolent, la pointe Morin domine les moraines du glacier d'Argentière à l'ouest et le val Ferret à l'est.

## Toponymie
La pointe Morin est nommée en hommage à Jean Antoine Morin qui en fit la première ascension le 4 août 1922 avec Maurice Damesme et Jean Savard.